# Toufic Aboukhater
Toufic Aboukhater eller Toufic Abou Khater, född 9 december 1934 i Tiberias i  Brittiska Palestinamandatet, död 6 augusti 2020 i Bluffton i South Carolina i USA, var en palestinsk-libanesisk affärsman som investerade inom branscherna för hotell, petroleum, transport och tillverkningsindustrin. 1998 köpte Aboukhater hotellet Loews Hotel Monte-Carlo i Monaco från det amerikanska konglomeratet Loews Corporation. Aboukhater bytte namn på hotellet till Monte Carlo Grand Hotel men det såldes vidare 2004 till ett samriskföretag bestående av det kanadensiska hotellkedjan Fairmont Hotels & Resorts, det saudiska förvaltningsbolaget Kingdom Hotels International och det brittiska finansbolaget HBOS plc för €215 miljoner. 2011 investerade han igen i hotellsektorn och köpte sju europeiska Intercontinentalhotell från en fond tillhörande investmentbanken Morgan Stanley för €450 miljoner, de hotell som ingick i affären var bland annat Amstel Hotel i Amsterdam och Carlton Inter-Continental i Cannes. Carlton blev dock snabbt sålt till den qatariska investeraren Ghanim Bin Saad Al Saad, som köpte det för €450 miljoner.
2014 rankade den arabiska ekonomitidskriften Arabian Business Aboukhater till den 15:e rikaste personen i Mellanöstern med en förmögenhet på $5,6 miljarder.
Han bodde många år i Monaco och var monegaskisk medborgare.